# إيبإي كوكوريو
إيبإي كوكوريو (باليابانية: 國領 一平) (31 يوليو 1993 في شيغا في اليابان – )؛ هو لاعب كرة قدم ياباني سابق كان يلعب كمدافع.

## وصلات خارجية
- إيبإي كوكوريو على موقع رابطة كرة القدم اليابانية للمحترفين (اليابانية)
- إيبإي كوكوريو على موقع قاعدة بيانات كرة القدم.إي يو (الإنجليزية)
- إيبإي كوكوريو على موقع Soccerway.com (الإنجليزية)